# Saint-Célerin

Saint-Célerin este o comună în departamentul Sarthe, Franța. În 2009 avea o populație de 732 de locuitori.